# Roman Muschaweck
Roman Muschaweck (* 15. Dezember 1918 in Nürnberg; † 2. Mai 2007) war ein deutscher Pharmakologe.

## Leben und Wirken
Muschaweck besuchte die Volksschule in Hersbruck (Franken) und humanistische Gymnasien in Bamberg und Fürth. Nach dem Abitur 1937 wurde Muschaweck zum Reichsarbeitsdienst eingezogen, anschließend zur Luftwaffe. 1940 begann er das Studium der Medizin an der Schülerkompanie der Luftwaffe in Würzburg, 1942 wechselte er nach Heidelberg. Bei Fritz Eichholtz promovierte er mit der Arbeit „Der Nachweis von Adstringentien in Gelatine“ zum Dr. med. Nach seiner Approbation zum Arzt im Dezember 1944 wurde Muschaweck wieder beim Militär eingesetzt.
Nach dem Zweiten Weltkrieg war Muschaweck zunächst in eigener Praxis tätig, bevor er 1946 als Assistent bei Eichholtz am pharmakologischen Institut der Universität Heidelberg eine Stelle fand. 1948 wechselte er in die Industrie und arbeitete zunächst mit Werner Keil bei Rhein Chemie in Mannheim, ab 1952 bei der Rheinpreußen AG für Bergbau und Chemie in Moers. 1955 wurde die Pharmasparte von Rheinpreußen von der Hoechst AG übernommen.
1959 wurde Muschaweck mit der Prüfung von Diuretika beauftragt, wobei er besonders die aufwändige Prüfung der Substanz Hoe 058 vorantrieb, die später unter dem Namen Furosemid (Handelsname Lasix) zugelassen wurde. Weitere Medikamente, die Muschaweck zur Zulassung brachte, waren Polygelin (Haemaccel) und Piretanid (Arelix). 1974 synthetisierte er zusammen mit Robert Rippel das Articain (Ultracain). Articain ist das in Kontinentaleuropa am häufigsten verwendete Lokalanästhetikum. 2002 wurde ihm in Anerkennung seiner wissenschaftlichen Leistungen gemeinsam mit Wulf Vater die Schmiedeberg-Plakette der Deutschen Gesellschaft für Experimentelle und Klinische Pharmakologie und Toxikologie (DGPT) verliehen.
Nach seiner Pensionierung hat Muschaweck beim Wiederaufbau eines pharmakologischen Instituts in Shanghai geholfen. Muschaweck war verheiratet und hatte sechs Kinder.